# Frühe Reflexionen

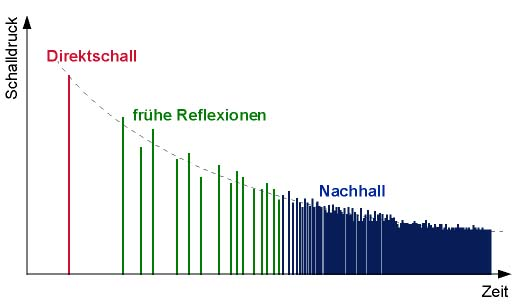
Schall in Räumen: Direktschall, frühe Reflexionen und Nachhall

Unter frühen Reflexionen versteht man in der Raumakustik den Anteil des reflektierten Schalls, der im Anschluss an den  Direktschall innerhalb von 15 Millisekunden bei einem Hörer eintrifft.

## Charakteristik
Bei frühen Reflexionen handelt es sich um von einem Festkörper zurückgeworfenen Schall, welcher oft direkt nach dieser einen oder wenigen weiteren Reflexionen das Gehör erreicht. Der zeitliche Abstand zwischen den einzelnen frühen Reflexionen, ist noch relativ groß. Die frühen Reflexionen gehen mit zunehmendem zeitlichen Abstand vom Direktschall, ab ca. 15 ms, nahtlos in den Nachhall über.

## Raumakustisches Design
Für die raumakustische Bewertung eines Raums haben die frühen Reflexionen entscheidenden Einfluss. Da das menschliche Gehör von frühen Reflexionen noch die Richtung bestimmen kann, tragen sie wesentlich zum Raumeindruck bei. Zusätzlich verändern sie den vom Hörer empfundenen Klang, da sie bezüglich des Frequenzganges häufig nicht mit dem Direktschall übereinstimmen. Treffen sie im Zeitabstand unter etwa 60 Millisekunden nach der direkten Welle beim Zuhörer ein, so erhöhen sie den subjektiven Lautstärkeeindruck und die in Alcons gemessene Sprachverständlichkeit. Später ordnen wir sie nicht mehr der direkten Welle zu und sie verwischen den Klangeindruck. Deshalb muss bei der Planung der Säle darauf geachtet werden, dass der Schallumweg zwischen direkter Welle und ersten Reflexionen nicht größer als etwa 20 Meter wird. Man bemüht sich auch, Konzertsäle so zu bauen, dass die frühen Reflexionen möglichst gut über alle Richtungen verteilt sind. Hierdurch soll eine hohe „Räumlichkeit“ des Konzertsaals erreicht werden: Der Hörer soll hierdurch auch ein musikalisches Raumerlebnis haben.

## Tontechnische Anwendungen
In der Tontechnik wird der zeitliche Abstand zwischen dem Eintreffen des Direktschalls und der ersten frühen Reflexion in geschlossenen Räumen „Anfangszeitlücke“ (oder ITDG = Initial Time Delay Gap) genannt. Durch Verändern des Predelay-Wertes eines Verzögerungsgeräts lässt sich die subjektiv wahrgenommene Entfernung zur Schallquelle beeinflussen. Die empfundene Charakteristik eines simulierten Raums hängt vom Pegel, dem zeitlichen Verlauf, dem Klang und der Richtungsverteilung der frühen Reflexionen ab, sowie vom Pegel und Zeitverhalten des dichteren Nachhalls. Werden die Phantomschallquellen allein mit Panpots erzeugt, so entsteht kein Richtungsunterschied zwischen direkter Welle und ersten Reflexionen. Räumlich korrekt können diese akustischen Verhältnisse bisher nur nach dem Verfahren der Wellenfeldsynthese rekonstruiert werden.